# ロンドン条約 (1913年)
ロンドン条約（ロンドンじょうやく、英語: Treaty of London）は、1913年5月30日に調印された、第一次バルカン戦争の終結に端を発した領土問題の調整に関する条約である。

## 経緯
この戦争の勝者はバルカン同盟（セルビア、ギリシャ、ブルガリア、モンテネグロ）で、敗者はオスマン帝国であった。さらにイギリス、ドイツ帝国、ロシア帝国、オーストリア＝ハンガリー帝国、イタリアの大国が関与した。
戦闘行為は1912年12月2日に終結した。
争点となる領土問題は大きく3つあった。
条約交渉は、ロンドンにおいて、1912年12月より開かれた国際会議にて行なわれた。これに先立ち、1912年11月28日に同地にてアルバニア独立宣言が行なわれた。
オーストリア＝ハンガリー帝国とイタリアは、アルバニアの独立を強く支持した。オーストリア＝ハンガリーの立場からみると、この主張はセルビアのアドリア海への伸張に抵抗する従前の政策に沿ったものであった。イタリアはこの領域に対して野心があり、これは後に1939年にイタリア軍の進駐として顕在化することとなる。ロシアはセルビアとモンテネグロを支持した。ドイツとイギリスは中立を保った。バルカン同盟内の力関係の均衡は、アルバニアが同盟内で共有する占領地に含まれるという前提に基づいていた。

## 条約の内容
条約の内容は、大国の強要により以下のようになった。
ロンドン条約の不備は、結果として1913年6月の第二次バルカン戦争を招いた。最終的な平和は、1913年8月12日のブカレスト条約により合意された。
フィレンツェ議定書（1913年12月17日）に基づくアルバニアの正確な境界線の図は、南アルバニア（ギリシャの呼称では北イピロス）のギリシャ人に強い不快感を持って迎えられ、ギリシャ人は暴動の後に北イピロス自治共和国を宣言し、コルフ議定書によりアルバニア領内の自治区として国際的に認定された。